# قائمة أعلام باكستان
هذه قائمة الأعلام المستخدمة في باكستان.

## العلم الوطني
| العلم | التاريخ       | المستخدم    | الوصف                                                                                           |
| ----- | ------------- | ----------- | ----------------------------------------------------------------------------------------------- |
|       | 1947–حتى الان | علم باكستان | يتالف العلم من اللون الأخضر الغامق وشريط عمودي أبيض وهلال أبيض اللون ونجمة بخمسة رؤوس في الوسط. |

## الأعلام الحكومية
| العلم | التاريخ       | الاستخدام                 | الوصف                                                                       |
| ----- | ------------- | ------------------------- | --------------------------------------------------------------------------- |
|       | 1998–حتى الان | علم رئيس باكستان          | هلال ونجمة محاطان بأغصان القمح على خلفية خضراء، مع لاسم باكستان بالأردية.   |
|       | 1974–1998     | علم رئيس باكستان          | هلال ونجمة محاطان بأغصان القمح على خلفية خضراء، مع لاسم باكستان بالأردية.   |
|       | 1956–1967     | علم رئيس باكستان          | هلال ونجمة محاطان بأغصان القمح على خلفية زرقاء، مع لاسم باكستان بالأردية.   |
|       | 1954–حتى الان | علم رئيس وزراء باكستان    |                                                                             |
|       | 1953–1956     | علم الحاكم العام لباكستان |                                                                             |
|       | 1947–1953     | علم الحاكم العام لباكستان | علمًا أزرق داكن يحمل الشعار الملكي (أسد يقف على التاج)، تحته كلمة "باكستان". |

## الراية المدنية
| العلم | التاريخ       | الاستخدام      | الوصف                                  |
| ----- | ------------- | -------------- | -------------------------------------- |
|       | 1947–حتى الان | الراية المدنية | راية حمراء تحمل علم باكستان في الزاوية |

## الأعلام العسكرية
| العلم | الاستخدام                           | الوصف                                                         |
| ----- | ----------------------------------- | ------------------------------------------------------------- |
|       | علم الجيش الباكستاني                | نسخة من علم باكستان مع شارة الجيش                             |
|       | علم رئيس أركان الجيش                |                                                               |
|       | علم القوات الجوية الباكستانية       | راية زرقاء فاتحة عليها علم باكستان في الزاوية وشعار سلاح الجو |
|       | العلم البحري للبحرية                | شارة البحرية على راية زرقاء                                   |
|       | الراية البحرية الباكستانية          | العلم الوطني ولكن بنسبة: 1: 2                                 |
|       | علم رئيس لجنة هيئة الأركان المشتركة |                                                               |

### الرتب البحرية
| العلم | الاستخدام             |
| ----- | --------------------- |
|       | علم أميرال الأسطول    |
|       | علم الأدميرال         |
|       | علم نائب الأدميرال    |
|       | علم الأدميرال الخلفي  |
|       | علم العميد البحري     |
|       | علم ضابط أول الطوافات |

## الأعلام التاريخية

### دول ما قبل الاستعمار
| العلم | التاريخ   | الاستخدام            | الوصف                                  |
| ----- | --------- | -------------------- | -------------------------------------- |
|       | 1206–1526 | علم سلطنة دلهي       | علم أخضر داكن مع شريط أسود يسار الوسط. |
|       | 1526–1858 | علم سلطنة مغول الهند |                                        |
|       | 1674–1818 | إمبراطورية ماراثا.   | علم ذيل بشق برتقالي                    |
|       | 1799–1849 | علم إمبراطورية السيخ |                                        |

### الهند البريطانية
| العلم | التاريخ   | الاستخدام                                                            | الوصف                                                                        |
| ----- | --------- | -------------------------------------------------------------------- | ---------------------------------------------------------------------------- |
|       | 1858–1947 | العلم المستخدم في الهند                                              | علم المملكة المتحدة                                                          |
|       | 1885–1947 | علم الحاكم العام للهند                                               | علم المملكة المتحدة مع شارة وسام نجمة الهند تحت التاج الامبراطوري في للهند . |
|       | 1880–1947 | علم الراج البريطاني : علم مدني يستخدم لتمثيل الهند البريطانية دوليًا. | راية حمراء مع علم المملكة المتحدة في الزاوية، ومع نجمة الهند                 |

## أعلام المقاطعات والأقليم
| العلم | الاستخدام                                 | الوصف |
| ----- | ----------------------------------------- | --- |
|       | علم فيدرالية اسلام اباد                   | العلم المعروض هو علم مقترح لإسلام أباد - عاصمة باكستان. يعتمد علم إسلام أباد بشكل أساسي على العلم الوطني لباكستان. ويميزه التصميم المائل واللون الأسود لإضفاء مظهر مميز. |
|       | علم إقليم السند                           | راية خضراء مع شعار الإقليم |
|       | علم البنجاب                               | راية خضراء مع شعار الإقليم. يعكس الشعار الموارد الطبيعية للبنجاب: القمح، والأنهار الخمسة. |
|       | علم خيبر بختونخوا                         | راية خضراء مع شعار الإقليم. يظهر الشعار حصن جمرود وممر خيبر. |
|       | علم إقليم غيلجيت بالتستان                 | راية خضراء مع شعار الإقليم |
|       | علم مقاطعة بلوشستان                       | راية خضراء مع شعار الإقليم. ع يُظهر الشعار الجبال وطريقة النقل الرئيسيي الجمل العربي |
|       | علم آزاد كشمير                            | يعرض العلم الألوان الوطنية الباكستانية، الأبيض والأخضر الداكن، مع هلال ونجمة لتمثيل الأغلبية المسلمة، ولتمثيل البوذيين، والهندوس، والسيخ. ترمز الخطوط البيضاء الأربعة إلى الأنهار الرئيسية في المنطقة وهي السند، جيلوم، تشيناب، رافي. كما تمثل الخطوط الخضراء التقسيمات الجغرافية الخمسة للمنطقة المتنازع عليها ، بلتستان ، غلغت، جامو وكشمير ولداخ. |
|       | المناطق القبلية الخاضعة للإدارة الإتحادية | راية خضراء مع شعار الإقليم.. يُظهر الشعار قلعة وسيفين. تحتها الأحرف FATA - اختصار المنطقة. |

## العلم المقترح
| العلم | التاريخ                                      | الاستخدام                           | الوصف                                                         |
| ----- | -------------------------------------------- | ----------------------------------- | ------------------------------------------------------------- |
|       | مقترح عام 1947 ، استخدم في 1948 و 1959 و1978 | علم لويس مونتباتن المقترح لباكستان. | علم رابطة مسلمي عموم الهند مع علم المملكة المتحدة في الزاوية. |